# SB Creative
SB Creative Corp. (яп. SBクリエイティブ株式会社, Esubī Kurieitibu Kabushiki gaisha) — японська видавнича компанія та дочірнє підприємство телекомунікаційної компанії SoftBank. Заснована у 1999 році, штаб-квартира розташована в Токіо, Японія.

## Імпринти ранобе
- GA Bunko
- GA Novel